# Frederik Holst (football)
Pour les articles homonymes, voir Frederik Holst.
Frederik Holst est un footballeur danois né le 24 septembre 1994. Il évolue au poste de milieu défensif.